# Guy Julien
Pour les articles homonymes, voir Julien.
Guy Julien (Shawinigan, 16 février 1945 - ) est un homme politique québécois. Il a été ministre dans les gouvernements de Lucien Bouchard et de Bernard Landry. 

## Biographie
Né à Shawinigan, le 16 février 1945, fils de Paul-Étienne Julien, médecin, et d'Agnès O'Shaughnessey-Johanson.
Il étudie à l'École supérieure Immaculée-Conception de Shawinigan et à l'École commerciale Saint-Maurice. Il obtient un baccalauréat en génagogie de l'Université du Québec à Trois-Rivières (UQTR) en 1978.
Il est directeur adjoint, en 1972 et en 1973, puis directeur général, en 1973 et en 1974, du Conseil régional de développement du Centre-du-Québec, région Bois-Francs–Drummond et de la région Mauricie–Bois-Francs–Drummond de 1974 à 1978. Secrétaire adjoint du ministre d'État à l'Aménagement de 1978 à 1980, puis de 1981 à 1982. Secrétaire adjoint du ministre de l'Industrie, du Commerce et du Tourisme en 1980 et en 1981. Directeur régional de l'Office de planification et de développement du Québec à Trois-Rivières de 1982 à 1986. Directeur général de la Corporation économique de développement industriel et commercial du Trois-Rivières métropolitain de 1986 à 1994.
Président du comité de Francheville de la Fondation universitaire du Centre-du-Québec en 1989. Président de la campagne de financement de Centraide pour la zone de Trois-Rivières de 1991 à 1993. Secrétaire du comité exécutif et du conseil d'administration du Comité d'accueil aux néo-Canadiens et membre du comité exécutif et du conseil d'administration de l'UQTR.
En 1994, Guy Julien est élu député du Parti québécois de la circonscription de Trois-Rivières en battant le député sortant Paul Philibert du Parti libéral. Il est réélu lors de l'élection générale de 1998.
En 2003, il est battu par le libéral André Gabias dans la circonscription de Trois-Rivières.
En 2005, il est battu par le maire sortant Yves Lévesque à la mairie de Trois-Rivières.
Au cours de son mandat à l'Assemblée nationale du Québec, Guy Julien est successivement ministre de l'Agriculture, des Pêcheries et de l'Alimentation, ministre délégué à l'Industrie et au Commerce et ministre du Revenu dans les gouvernements de Lucien Bouchard et de Bernard Landry.

## Distinctions
- Commandeur d'office de l'Ordre national du mérite agricole (1995)